# La via della seta
La via della seta è un concept album del gruppo musicale italiano Le Orme registrato nel 2011, il primo dopo l'uscita di Aldo Tagliapietra. La produzione è di Enrico Vesco, Maurizio Mariani, Massimo Loy e Alessandro Messina.

## Tracce
1. L'alba di Eurasia — (musica: Michi Dei Rossi, Michele Bon)
2. Il romanzo di Alessandro — (musica: Dei Rossi, Bon)
3. Verso sud — (testo: Maurizio Monti; musica: Dei Rossi, Bon)
4. Mondi che si cercano — (musica: Dei Rossi, Bon)
5. Verso sud (ripresa) — (testo: Monti; musica: Dei Rossi, Bon)
6. Una donna — (testo: Monti; musica: Dei Rossi, Bon)
7. 29457, l'asteroide di Marco Polo — (musica: Dei Rossi, Bon)
8. Serinde — (musica: Dei Rossi, Bon)
9. Incontro dei popoli — (testo: Monti; musica: Dei Rossi, Bon, Fabio Trentini)
10. La prima melodia — (testo: Monti; musica: Dei Rossi, Bon, Fabio Trentini)
11. Xi'an - Venezia - Roma — (musica: Dei Rossi, Bon, Federico Gava)
12. La via della seta — (testo: Monti; musica: Dei Rossi, Bon)

## Formazione
Le Orme
- Fabio Trentini - basso, cori, bass pedals, chitarre acustiche, dulcimer, sitar elettrico
- Michi Dei Rossi - batteria, campane tubolari, glockenspiel, timpani, bhayan
- Michele Bon - organo Hammond C3, cori, pianoforte, sintetizzatore, tastiere

Con
- Jimmy Spitaleri - voce
- William Dotto - chitarre elettriche; tapping in L'alba di Eurasia
- Federico Gava - pianoforte, sintetizzatore, tastiere